# 楼伏連
楼 伏連（ろう ふくれん、? - 449年）は、中国の北魏の軍人。本貫は代郡。

## 経歴
代々酋帥をつとめた家に生まれた。13歳で父の後を嗣ぎ、部落を率いた。道武帝に従って賀蘭部を討ち、また後燕の中山を攻撃した。太守となり、北魏にそむいた張翹を斬った。姚平を柴壁で討ち、功績により安邑侯の爵位を受け、晋兵将軍・并州刺史となった。明元帝のとき、楼伏連は西河胡の曹成ら70人あまりを誘って、夏の吐京護軍を襲撃し、ついで北魏にそむいた阿度支らを捕らえた。曹成らは将軍の位を受け、楼伏連は列侯の爵位を受けた。平城に召還されて内都大官となった。太武帝が即位すると、爵位は広陵公に進み、衛尉に任ぜられ、光禄勲に転じた。429年、太武帝が柔然を攻撃すると、楼伏連は平城にとどまった。435年、爵位は広陵王に進み、平南大将軍の位を加えられた。仮節・督河西諸軍・鎮西大将軍に任ぜられ、統万に駐屯した。449年、死去した。諡は恭といった。

## 子女
- 楼真（散騎常侍・尚書・安北将軍、湘東公）
- 楼大抜（永平侯、中都大官）

## 伝記資料
- 『魏書』巻三十 列伝第十八
- 『北史』巻二十 列伝第八